# Storia di vacanze
Pour plus de détails, voir Fiche technique et Distribution.
Storia di vacanze (Favolacce, en français Histoires mauvaises) est un film helvético-italien réalisé par Damiano et Fabio D'Innocenzo et sorti en 2020.
Il est sélectionné en compétition officielle à la Berlinale 2020 où il reçoit l'Ours d'argent du meilleur scénario.

## Synopsis
Un été dans une banlieue pavillonnaire de Rome, des familles modestes composent avec leurs frustrations jusqu'à ce que les enfants fassent exploser le vernis des apparences.

### Intrigue
Prologue d'un narrateur qui parle d'un journal trouvé à la poubelle, comprenant «une histoire vraie, qui n'est pas vraie, ou peut-être oui».
Dans la banlieue de Rome, certaines familles mènent une vie apparemment normale et monotone, parmi des maisons mitoyennes avec jardins. Ils sont en fait insatisfaits, envieux, cupides et grotesques.
Vilma est une fille qui attend un enfant avec son petit ami, vit dans la misère et les privations, sans ambitions particulières ni véritables affections.
Le couple Rosa, émotionnellement sec, élève sa fille avec peu d'amour. Ils ne cultivent pas de véritables amitiés, même s'ils fréquentent la famille Placido, qu'ils envient pour les résultats scolaires de leurs enfants et qu'ils méprisent comme appartenant à la "classe sociale inférieure".
Bruno Placido est le père de deux enfants extrêmement éduqués et bien élevés, qui ne sont en réalité pas du tout heureux et souffrent du comportement tantôt impassible, tantôt colérique et violent des adultes. Le fils aîné Dennis construit une bombe artisanale pour tuer ses parents qui, même s'ils le découvrent, restent impassibles. Ada, fille d'autres voisins, lui propose une rencontre intime, inspirée des vidéos qu'elle regarde sur le portable de son père, une proposition qui ne le piège pas et qu'il finit par rejeter.
Amelio vit dans un préfabriqué avec son fils timide Geremia. Enfantin et grossier, il essaie de façonner son fils à son image. Préoccupé par l'épisode des bombes (Geremia en construisait aussi une), il décide de quitter son travail et de s'installer en ville, dans un immeuble populaire où habite son cousin.
Le professeur des garçons est licencié pour avoir fourni la base pour fabriquer des bombes afin qu'avant de quitter l'institut, il incite ses étudiants à préparer du poison, à prendre à un certain moment, dans un rite de suicide collectif singulier.
À ce stade, le narrateur s'excuse d'avoir décidé de raconter une histoire aussi triste et de ne pas vouloir continuer un nouveau journal écrit de sa propre main.
Épilogue avec Amelio, dont le fils est le seul survivant, qui apprend d'une chronique le meurtre-suicide de Vilma et de son fiancé à Spinaceto, après avoir noyé leur fille nouveau-née, probablement sous l'influence des stupéfiants : la même ouverture de l'histoire.

## Fiche technique
Sauf indication contraire, les informations mentionnées dans cette section peuvent être confirmées par la base de données cinématographiques IMDb,  présente dans la section « Liens externes ».
- Titre français : Storia di vacanze[1],[2],[3]
- Titre original : Favolacce[4]
- Réalisation et scénario : Damiano et Fabio D'Innocenzo
- Costumes : Massimo Cantini Parrini
- Photographie : Paolo Carnera
- Montage : Esmeralda Calabria
- Sociétés de production : Pepito Produzioni (it), Rai Cinema, Vision Distribution (it), Amka Films Productions, RSI
- Pays de production :  Italie -  Suisse[4]
- Langue originale : italien
- Format : couleur — 2,39:1 — Son Dolby Digital
- Genre : drame
- Durée : 98 minutes
- Dates de sortie[5] :
  - Allemagne : 25 février 2020 (Berlinale)
  - Italie : 16 avril 2020
  - France : 13 octobre 2021

## Distribution
- Elio Germano : Bruno Placido
- Barbara Chichiarelli : Dalila Placido
- Gabriel Montesi : Amelio Guerrini
- Max Malatesta : Pietro Rosa
- Ileana D'Ambra : Vilma Tommasi
- Giulia Melillo : Viola Rosa
- Cristina Pellegrino : Susanna Rosa
- Lino Musella : le professeur Bernardini
- Justin Korovkin : Geremia Guerrini
- Tommaso Di Cola : Dennis Placido
- Giulietta Rebeggiani : Alessia Placido
- Aldo Ottobrino : le père d'Ada
- Laura Borgioli : Ada Tartaglia
- Massimiliano Tortora : narrateur

## Distinctions
- Berlinale 2020 : Ours d'argent du meilleur scénario[6]
- Rubans d'argent 2020[7] :
  - meilleur film
  - meilleur producteur
  - meilleur scénario adapté
  - meilleure photographie
  - meilleurs costumes
- David di Donatello 2021 : Meilleur monteur